# Saint-Privat (Hérault)
Saint-Privat település Franciaországban, Hérault megyében. Lakosainak száma 453 fő (2022. január 1.). Saint-Privat Arboras, Le Bosc, Fozières, Montpeyroux, Saint-Étienne-de-Gourgas, Saint-Jean-de-la-Blaquière, Saint-Pierre-de-la-Fage, Saint-Saturnin-de-Lucian, Soumont, Usclas-du-Bosc és La Vacquerie-et-Saint-Martin-de-Castries községekkel határos.

## Népesség
A település népessége az elmúlt években az alábbi módon változott:
| Lakosok száma | 183  | 164  | 197  | 373  | 431  | 412  | 404  | 401  | 418  | 453  |
|               | 1968 | 1982 | 1990 | 2006 | 2013 | 2015 | 2017 | 2019 | 2020 | 2022 |